# Зенон Лічнерський
Зенон Лічнерський  (пол. Zenon Licznerski, 27 листопада 1954) — польський легкоатлет, олімпійський медаліст.

## Виступи на Олімпіадах
| Олімпіада     | Дисципліна              | Місце     |
| ------------- | ----------------------- | --------- |
| Монреаль 1976 | біг на 100 метрів       | 6 h4 r2/4 |
| Монреаль 1976 | естафета 4 x 100 метрів | 4         |
| Москва 1980   | біг на 200 метрів       | 5 h2 r2/4 |
| Москва 1980   | естафета 4 x 100 метрів | 2         |